# Campeonato Argentino Juvenil 1984
El Campeonato Argentino Juvenil de 1984 fue la décimo-tercera edición del torneo para seleccionados juveniles de las uniones regionales afiliadas a la Unión Argentina de Rugby. Se llevó a cabo entre el 26 de mayo y el 29 de julio de 1984. La Unión Cordobesa de Rugby organizó por segunda vez las fases finales del campeonato juvenil, habiendo hospedado el torneo por primera vez en 1974.
Buenos Aires ganó el torneo por décimo-segundo año consecutivo, venciendo en esta ocasión a la Unión Cordobesa de Rugby por 19-18 en la final.

## Equipos participantes
Participaron de esta edición dieciséis equipos: quince uniones provinciales y la Unión Argentina de Rugby, representada por el seleccionado de Buenos Aires. 
| Equipo              | Unión                                                |
| ------------------- | ---------------------------------------------------- |
| Alto Valle          | Unión de Rugby del Alto Valle de Río Negro y Neuquén |
| Austral             | Unión de Rugby Austral                               |
| Buenos Aires        | Unión Argentina de Rugby                             |
| Córdoba             | Unión Cordobesa de Rugby                             |
| Cuyo                | Unión de Rugby de Cuyo                               |
| Entre Ríos          | Unión Entrerriana de Rugby                           |
| Jujuy               | Unión Jujeña de Rugby                                |
| Mar del Plata       | Unión de Rugby de Mar del Plata                      |
| Misiones            | Unión de Rugby de Misiones                           |
| Nordeste            | Unión de Rugby del Nordeste                          |
| Rosario             | Unión de Rugby de Rosario                            |
| Salta               | Unión de Rugby de Salta                              |
| San Juan            | Unión Sanjuanina de Rugby                            |
| Santa Fe            | Unión Santafesina de Rugby                           |
| Santiago del Estero | Unión Santiagueña de Rugby                           |
| Tucumán             | Unión de Rugby de Tucumán                            |

La Unión de Rugby del Sur y la Unión de Rugby del Valle del Chubut comunicaron a la Unión Argentina de Rugby oportunamente de la imposibilidad de disputar sus encuentros correspondientes a la Zona 3 del torneo, la cual se resolvió sin su envolvimiento.

## Eliminatoria
Se disputó un encuentro eliminatorio para definir la clasificación a la Zona 2.
| 15 de julio | Salta | 37 - 0 | Jujuy |  |  |

## Primera fase

### Zona 1
La Unión de Rugby de Tucumán actuó como sede de la Zona 1.
|  | Semifinales | Semifinales | Semifinales |         |         | Final       | Final       | Final       |  |
|  | 21 de julio | 21 de julio | 21 de julio |         |         | 22 de julio | 22 de julio | 22 de julio |  |
|  |             |             |             |         |         |             |             |             |  |
|  |             |             |             |         |         |             |             |             |  |
|  | Tucumán     | Tucumán     | 105         |         |         |             |             |             |  |
|  | Tucumán     | Tucumán     | 105         |         |         |             |             |             |  |
|  | Alto Valle  | Alto Valle  | 0           |         |         |             |             |             |  |
|  | Alto Valle  | Alto Valle  | 0           |         | Tucumán | Tucumán     | 21          |             |  |
|  |             |             |             |         | Tucumán | Tucumán     | 21          |             |  |
|  |             |             | Rosario     | Rosario | 9       |             |             |             |  |
|  | Salta       | Salta       | Rosario     | Rosario | 9       | 6           |             |             |  |
|  | Salta       | Salta       |             |         |         | 6           |             |             |  |
|  | Rosario     | Rosario     | 51          |         |         |             |             |             |  |
|  | Rosario     | Rosario     | 51          |         |         |             |             |             |  |
|  |             |             |             |         |         |             |             |             |  |

### Zona 2
La Unión de Rugby del Nordeste actuó como sede de la Zona 2.
|  | Semifinales | Semifinales | Semifinales |          |          | Final       | Final       | Final       |  |
|  | 14 de julio | 14 de julio | 14 de julio |          |          | 14 de julio | 14 de julio | 14 de julio |  |
|  |             |             |             |          |          |             |             |             |  |
|  |             |             |             |          |          |             |             |             |  |
|  | Nordeste    | Nordeste    | 40          |          |          |             |             |             |  |
|  | Nordeste    | Nordeste    | 40          |          |          |             |             |             |  |
|  | Misiones    | Misiones    | 9           |          |          |             |             |             |  |
|  | Misiones    | Misiones    | 9           |          | Nordeste | Nordeste    | 3           |             |  |
|  |             |             |             |          | Nordeste | Nordeste    | 3           |             |  |
|  |             |             | Santa Fe    | Santa Fe | 23       |             |             |             |  |
|  | Santa Fe    | Santa Fe    | Santa Fe    | Santa Fe | 23       | 15          |             |             |  |
|  | Santa Fe    | Santa Fe    |             |          |          | 15          |             |             |  |
|  | Entre Ríos  | Entre Ríos  | 7           |          |          |             |             |             |  |
|  | Entre Ríos  | Entre Ríos  | 7           |          |          |             |             |             |  |
|  |             |             |             |          |          |             |             |             |  |

### Zona 3
La Unión de Rugby Austral actuó como sede de la Zona 3. La Unión de Rugby del Sur y la Unión de Rugby del Valle del Chubut no pudieron disputar sus encuentros correspondientes a las semifinales, por lo que la zona se resolvió con un solo encuentro.
|  | Final         |               |    |  |
|  | 26 de mayo    |               |    |  |
|  |               |               |    |  |
|  | Austral       | Austral       | 4  |  |
|  | Austral       | Austral       | 4  |  |
|  | Mar del Plata | Mar del Plata | 17 |  |
|  | Mar del Plata | Mar del Plata | 17 |  |

### Zona 4
La Unión Santiagueña de Rugby actuó como sede de la Zona 4.
|  | Semifinales         | Semifinales         | Semifinales |      |              | Final        | Final       | Final       |  |
|  | 21 de julio         | 21 de julio         | 21 de julio |      |              | 22 de julio  | 22 de julio | 22 de julio |  |
|  |                     |                     |             |      |              |              |             |             |  |
|  |                     |                     |             |      |              |              |             |             |  |
|  | Santiago del Estero | Santiago del Estero | 0           |      |              |              |             |             |  |
|  | Santiago del Estero | Santiago del Estero | 0           |      |              |              |             |             |  |
|  | Buenos Aires        | Buenos Aires        | 126         |      |              |              |             |             |  |
|  | Buenos Aires        | Buenos Aires        | 126         |      | Buenos Aires | Buenos Aires | 40          |             |  |
|  |                     |                     |             |      | Buenos Aires | Buenos Aires | 40          |             |  |
|  |                     |                     | Cuyo        | Cuyo | 12           |              |             |             |  |
|  | Cuyo                | Cuyo                | Cuyo        | Cuyo | 12           | 20           |             |             |  |
|  | Cuyo                | Cuyo                |             |      |              | 20           |             |             |  |
|  | San Juan            | San Juan            | 6           |      |              |              |             |             |  |
|  | San Juan            | San Juan            | 6           |      |              |              |             |             |  |
|  |                     |                     |             |      |              |              |             |             |  |

## Eliminatoria interzonal
El encuentro interzonal clasificatorio para las semifinales del torneo enfrentó a los ganadores las zonas 2 y 3, la Unión Santafesina de Rugby y la Unión de Rugby de Mar del Plata.
| 21 de julio | Santa Fe | 12 - 4 | Mar del Plata |  |  |

## Fase final
La Unión Cordobesa de Rugby clasificó directamente a semifinales por ser sede de las fases finales.
|  | Semifinales  | Semifinales  | Semifinales  |              |         | Final       | Final       | Final       |  |
|  | 28 de julio  | 28 de julio  | 28 de julio  |              |         | 29 de julio | 29 de julio | 29 de julio |  |
|  |              |              |              |              |         |             |             |             |  |
|  |              |              |              |              |         |             |             |             |  |
|  | Córdoba      | Córdoba      | 13           |              |         |             |             |             |  |
|  | Córdoba      | Córdoba      | 13           |              |         |             |             |             |  |
|  | Tucumán      | Tucumán      | 10           |              |         |             |             |             |  |
|  | Tucumán      | Tucumán      | 10           |              | Córdoba | Córdoba     | 18          |             |  |
|  |              |              |              |              | Córdoba | Córdoba     | 18          |             |  |
|  |              |              | Buenos Aires | Buenos Aires | 19      |             |             |             |  |
|  | Santa Fe     | Santa Fe     | Buenos Aires | Buenos Aires | 19      | 6           |             |             |  |
|  | Santa Fe     | Santa Fe     |              |              |         | 6           |             |             |  |
|  | Buenos Aires | Buenos Aires | 32           |              |         |             |             |             |  |
|  | Buenos Aires | Buenos Aires | 32           |              |         |             |             |             |  |
|  |              |              |              |              |         |             |             |             |  |

|                       |
| Buenos Aires Campeón  |
| Décimo-segundo título |